# Jørgen Bast
Jørgen Bast, född 25 september 1894, död 28 december 1965, var en dansk författare och journalist. Han var son till Anton Bast.
Bast blev student 1912 och journalist 1914 och var 1918-1919 soldat i kanadensiska kåren. 1919-1926 var han redaktör vid B.T. och var därefter anställd vid Berlingske Tidende. Han skrev kåserier, teaterreportage och var främst inriktad mot populärkultur. Bast skrev även ett flertal Köpenhamnsromaner. Bland hans skrifter märks To Krige - men ikke eet Skud (1938, svensk översättning 1940), en skildring från händelserna i Österrike och Tjeckoslovakien 1938, Mænd der skapte Freden (1945) och Italien (1946).